# Атлантичні Піренеї
Атланти́чні Пірене́ї (фр. Pyrénées-Atlantiques фр. вимова: [pi.ʁe.nez‿at.lɑ̃.tik] ( прослухати); гаск. окс. Pirenèus Atlantics; баск. Pirinio Atlantikoak, колишні Basses-Pyrénées — Нижні Піренеї) — департамент на південному заході Франції, один із департаментів регіону Нова Аквітанія. Порядковий номер 64. Адміністративний центр — По. Населення 600 тисяч осіб (37-е місце серед департаментів, дані 1999 р.).

## Географія
Площа території 7 645 км². Департамент, розташований у межах гірської системи Піренеїв, має на заході вихід до Атлантичного океану. Через департамент протікають річки Адур, Бідассоа, Нівель, Уабіа та ін.
Департамент об'єднує три округи, 52 кантони і 547 комун.

## Історія
Нижні Піренеї — один із перших 83 департаментів, створених у березні 1790 року. Розташований на території колишніх провінцій Гієнь, Гасконь і Беарн, об'єднує низку історичних баскських провінцій. У жовтні 1969 року Нижні Піренєї були перейменовані в Атлантичні Піренеї.
В цей департамент входить частина етнічних баскських земель, так звана Північна Країна Басків.